# Hockey op de Olympische Zomerspelen 1960
Hockey is een van de sporten die beoefend werden tijdens de Olympische Zomerspelen 1960 in Rome.
Er namen 16 herenteams deel aan dit toernooi.
Deze 16 teams werden over vier groepen verdeeld, die een halve competitie speelden, de groepwinnaars en de nummers 2 plaatsten zich voor de kwartfinales.

## Heren

### Voorronde

#### Groep A
| datum       | land          | uitslag | land          |
| ----------- | ------------- | ------- | ------------- |
| 27 augustus | India         | 10 – 0  | Denemarken    |
| 27 augustus | Nieuw-Zeeland | 1 – 1   | Nederland     |
| 30 augustus | India         | 4 – 1   | Nederland     |
| 31 augustus | Nieuw-Zeeland | 4 – 1   | Denemarken    |
| 2 september | India         | 3 – 0   | Nieuw-Zeeland |
| 3 september | Denemarken    | 2 – 4   | Nederland     |

| Rang | Land          | Wed | W | G | V | DV | DT |     | Ptn |
| ---- | ------------- | --- | - | - | - | -- | -- | --- | --- |
| 1    | India         | 3   | 3 | 0 | 0 | 17 | 1  | 16  | 6   |
| 2    | Nieuw-Zeeland | 3   | 1 | 1 | 1 | 5  | 5  | 0   | 3   |
| 3    | Nederland     | 3   | 1 | 1 | 1 | 6  | 7  | -1  | 3   |
| 4    | Denemarken    | 3   | 0 | 0 | 3 | 3  | 18 | -15 | 0   |

##### Beslissingswedstrijd groep A voor tweede plaats
| datum       | land          | uitslag | land      |
| ----------- | ------------- | ------- | --------- |
| 4 september | Nieuw-Zeeland | 2 – 1   | Nederland |

#### Groep B
| datum       | land      | uitslag | land      |
| ----------- | --------- | ------- | --------- |
| 26 augustus | Pakistan  | 3 – 0   | Australië |
| 26 augustus | Polen     | 2 – 1   | Japan     |
| 29 augustus | Pakistan  | 8 – 0   | Polen     |
| 30 augustus | Australië | 8 – 1   | Japan     |
| 1 september | Pakistan  | 10 – 0  | Japan     |
| 1 september | Australië | 1 – 1   | Polen     |

| Rang | Land      | Wed | W | G | V | DV | DT |     | Ptn |
| ---- | --------- | --- | - | - | - | -- | -- | --- | --- |
| 1    | Pakistan  | 3   | 3 | 0 | 0 | 21 | 0  | 21  | 6   |
| 2    | Australië | 3   | 1 | 1 | 1 | 9  | 5  | 4   | 3   |
| 3    | Polen     | 3   | 1 | 1 | 1 | 3  | 10 | -7  | 3   |
| 4    | Japan     | 3   | 0 | 0 | 3 | 2  | 20 | -18 | 0   |

##### Beslissingswedstrijd groep B voor tweede plaats
| datum       | land      | uitslag | land  |
| ----------- | --------- | ------- | ----- |
| 3 september | Australië | 2 – 0   | Polen |

#### Groep C
| datum       | land               | uitslag | land               |
| ----------- | ------------------ | ------- | ------------------ |
| 29 augustus | Kenia              | 1 – 0   | Duits Eenheidsteam |
| 29 augustus | Frankrijk          | 2 – 0   | Italië             |
| 31 augustus | Duits Eenheidsteam | 5 – 0   | Frankrijk          |
| 1 september | Kenia              | 7 – 0   | Italië             |
| 3 september | Duits Eenheidsteam | 5 – 0   | Italië             |
| 3 september | Kenia              | 0 – 0   | Frankrijk          |

| Rang | Land               | Wed | W | G | V | DV | DT |     | Ptn |
| ---- | ------------------ | --- | - | - | - | -- | -- | --- | --- |
| 1    | Kenia              | 3   | 2 | 1 | 0 | 8  | 0  | 8   | 5   |
| 2    | Duits Eenheidsteam | 3   | 2 | 0 | 1 | 10 | 1  | 9   | 4   |
| 3    | Frankrijk          | 3   | 1 | 1 | 1 | 2  | 5  | -3  | 3   |
| 4    | Italië             | 3   | 0 | 0 | 3 | 0  | 14 | -14 | 0   |

#### Groep D
| datum       | land             | uitslag | land             |
| ----------- | ---------------- | ------- | ---------------- |
| 26 augustus | Spanje           | 0 – 0   | Groot-Brittannië |
| 27 augustus | België           | 4 – 2   | Zwitserland      |
| 30 augustus | België           | 1 – 1   | Groot-Brittannië |
| 31 augustus | Spanje           | 5 – 1   | Zwitserland      |
| 2 september | Groot-Brittannië | 3 – 0   | Zwitserland      |
| 2 september | Spanje           | 3 – 1   | België           |

| Rang | Land             | Wed | W | G | V | DV | DT |    | Ptn |
| ---- | ---------------- | --- | - | - | - | -- | -- | -- | --- |
| 1    | Spanje           | 3   | 2 | 1 | 0 | 8  | 2  | 6  | 5   |
| 2    | Groot-Brittannië | 3   | 1 | 2 | 0 | 4  | 1  | 3  | 4   |
| 3    | België           | 3   | 1 | 1 | 1 | 6  | 6  | 0  | 3   |
| 4    | Zwitserland      | 3   | 0 | 0 | 3 | 3  | 12 | -9 | 0   |

### Kwartfinales
| datum       | land             | uitslag | land               |
| ----------- | ---------------- | ------- | ------------------ |
| 5 september | India            | 1 – 0   | Australië          |
| 5 september | Groot-Brittannië | 2 – 1   | Kenia              |
| 5 september | Pakistan         | 2 – 1   | Duits Eenheidsteam |
| 5 september | Spanje           | 1 – 0   | Nieuw-Zeeland      |

### Plaatsingswedstrijden

#### 5de t/m 8ste plaats
| datum        | land          | uitslag | land               |
| ------------ | ------------- | ------- | ------------------ |
| 8 september  | Nieuw-Zeeland | 1 – 0   | Duits Eenheidsteam |
| 8 september  | Australië     | 1 – 1   | Kenia              |
| 10 september | Australië     | 2 – 1   | Kenia              |

Australië-Kenia eindigde na een verlenging van 40 minuten in een 1-1 gelijkspel. Wegens invallende duisternis werd de wedstrijd afgebroken, en besloot de jury door middel van loting een winnaar aan te wijzen. Australië won deze toss. Kenia ging in protest tegen deze beslissing, waarna de jury besloot tot een replay.

##### 7de-8ste plaats
Wegens onvoorziene omstandigheden was Duitsland niet in staat om tegen Kenia te spelen om de zevende plaats. Beide teams werden als zevende geklasseerd.

##### 5de-6de plaats
| datum        | land          | uitslag | land          |
| ------------ | ------------- | ------- | ------------- |
| 9 september  | Australië     | 2 – 1   | Nieuw-Zeeland |
| 11 september | Nieuw-Zeeland | 1 – 0   | Australië     |

De eerste wedstrijd om de vijfde plaats werd gespeeld voordat het protest van Kenia, betreffende het resultaat van de plaatsingswedstrijd 5de-8ste plaats, was behandeld. Deze wedstrijd is niet officieel voor het olympische toernooi, maar wel een officiële interland.

#### 9de t/m 12de plaats
| datum        | land      | uitslag | land      |
| ------------ | --------- | ------- | --------- |
| 6 september  | Frankrijk | 1 – 0   | België    |
| 8 september  | Nederland | 2 – 0   | Frankrijk |
| 10 september | Nederland | 2 – 1   | België    |

Polen besloot om niet deel te nemen aan de plaatsingswedstrijden om de 9de plaats en werd als 12de geklasseerd.

#### 13de t/m 16de plaats
| datum        | land   | uitslag | land        |
| ------------ | ------ | ------- | ----------- |
| 6 september  | Italië | 1 – 1   | Zwitserland |
| 8 september  | Japan  | 5 – 1   | Zwitserland |
| 10 september | Italië | 2 – 1   | Japan       |

Denemarken besloot om niet deel te nemen aan de plaatsingswedstrijden om de 13de plaats en werd als 16de geklasseerd.

### Halve Finales
| datum       | land     | uitslag | land             |
| ----------- | -------- | ------- | ---------------- |
| 7 september | Pakistan | 1 – 0   | Spanje           |
| 7 september | India    | 1 – 0   | Groot-Brittannië |

### Bronzen Finale
| datum       | land   | uitslag | land             |
| ----------- | ------ | ------- | ---------------- |
| 9 september | Spanje | 2 – 1   | Groot-Brittannië |

### Finale
| datum       | land     | uitslag | land  |
| ----------- | -------- | ------- | ----- |
| 9 september | Pakistan | 1 – 0   | India |

### Eindrangschikking
| rang   | land | sporter(s) |
| ------ | ---- | --- |
| Goud   | PAK  | Lala Abdul Rashid, Bashir Ahmed, Manzoor Hussain Atif, Ghulam Rasul, Anwar Ahmed Khan, Habib Ali Kiddie, Abdul Waheed Khan, Ahmed Naseer Bunda, Noor Alam, Abdul Hamid, Motiullah, Mushtaq Ahmad, Khurshid Aslam |
| Zilver | IND  | Shankar Lakshman, Prithipal Singh, Sharma Jaman Lal, Udham Singh, Leslie Claudius, Joseph Antic, Mohinder Lal, Joginder Singh, Victor John Peter, Jaswant Singh, Charanjit Singh, Raghbir Singh Bhola, Govind Savant |
| Brons  | ESP  | Pedro Amat Fontanals, Francisco Caballer Soteras, José Colomer Rivas, Juan Angel Cazado de Castro, Carlos Del Coso Iglesias, Eduardo Dualde Santos de Lamadrid, José Antonio Dinares Massagué, Joaquin Dualde Santos de Lamadrid, Rafael Egusquiza Basterra, Pedro Murúa Leguizamom, Ignacio Macaya Santos de Lamadrid, Luis Maria Usoz Quintana, Pedro Roig Junyent, Narciso Ventalló Surralles |
| 4      | GBR  | Patrick Austen, John Bell, Harold Cahill, Denys John Carnill, Peter Croft, Colin Henry Dale, Francis Howard Davis, John Hindle, Charles Jones, Neil Livingstone, Stuart Mayes, Derek Miller, John Neill, Christopher Saunders-Griffiths, Frederick Hugh Scott, Ian Taylor |
| 5      | NZL  | John Charles Abrams, James Barclay, Phillip George Bygrave, John Cullen, John Ross Gillespie, Tony Hayde, Noel Helmore Hobson, Ian Kerr, Murray Mathieson, Guy Dalrymple McGregor, Mervyn McKinnon, Kelvin Percy, William Paul Schaefer, Bruce Alexander Turner |
| 6      | AUS  | Errol Bill, Kevin Meredith Carton, Michael Craig, Mervyn Crossman, Donald Currie, Raymond Evans, Louis Henry Hailey, John McBryde, Eric Robert Pearce, Gordon Charles Pearce, Julian Pearce, Phillip Pritchard, William Spackman, Barry Malcolm, Graham Wood |
| 7      | EUA  | Willi Brendel, Hugo Budinger, Christian Büchting, Werner Delmes, Wolfgang End, Eberhard Ferstl, Klaus Greinert, Carsten Keller, Dieter Krause, Helmuth Nonn, Norbert Schuler, Günther Ullerich, Herbert Winters, Klaus Wöller |
| 7      | KEN  | Krishan Aggarwal, Surjeet Singh Deol, Edgar Fernandes, Egbert Fernandes, Hilary Fernandes, Silvester Fernandes, George Saudi, Jagnandan Singh Nil, Kirpal Singh Nil, Aloysius Edward Mendonca, Surjeet Singh Panaser, Pritam Singh Sandhu, Cursarah Singh Sehmi, John Simonian, Avtar Singh Sohal, Anthony Vaz, Hardev Singh Kular                                                               |
| 9      | NED  | Wim de Beer, Patrick Buteux van der Kamp, Carel Dekker, Thom van Dijck, Jan Willem van Erven Dorens, Frans Fiolet, Jan van Gooswilligen, Egbert de Graeff, Freddie Hooghiemstra, Jaap Leemhuis, Gerard Overdijkink, Gerrit de Ruiter, Theo Terlingen, Theo van Vroonhoven, Hans Wagener, Eddie Zwier                                                                                             |
| 10     | FRA  | Yvan Bia, Roger Bignon, Jacques Bonnet, Pierre Court, Jean Desmasures, Maurice Dobigny, Claude Dugardin, Claude Leroy, Diran Manoukian, Henri Marang, Jacques Mauchien, Gerard Poulain, Philippe Reynaud, Albert Vanpoulle, Claude Windal, Jean-Pierre Windal |
| 11     | BEL  | Yves Bernaert, André Carbonnelle, Eddy Carbonnelle, Guy Debbaudt, Pierre Delbecque, Jean-Marie Dubois, Roger Goossens, Guy Huyghens, Franz Lorette, Robert Lycke, André Muschs, Michel Muschs, Jacques Rémy, Freddy Rens, Jean-Louis Roersch, Jacques Vanderstappen, Jean-Pierre Marionex |
| 12     | POL  | Zdzisław Wojdylak, Jan Górny, Kazimierz Dąbrowski, Czesław Kubiak, Jerzy Siankiewicz, Władysław Śmigielski, Ryszard Marzec, Narcyz Maciaszczyk, Roman Micał, Witold Ziaja, Alfons Flinik, Henryk Flinik, Jan Flinik, Leon Wiśniewski, Andrzej Ptak, Włodzimierz Różański |
| 13     | ITA  | Giovanni Anni, Sergio Ballesio, Enrico Bisio, Claudio Candotti, Giampaolo Farci, Luigi Farci, Bruno Figliola, Antonio Lenza, Claudio Libotte, Tullio Marchiori, Giovanni Mazzalupi, Giampaolo Medda, Quarto Pianesi, Felice Salis, Luciano Soli, Alessandro Vannini, Antonio Vargiu, Ugo Zorco                                                                                                   |
| 14     | JPN  | Tadatoshi Abe, Hiroyuki Fujiwara, Ken Iijima, Kunio Iwahashi, Masaru Kanbe, Seiji Kihara, Hiroshi Kojima, Yoshio Kojima, Toshiharu Nakamura, Ichiro Sado, Michinori Watada, Teruo Yaguchi, Hisatoshi Yamazaki, Tsuneya Yuzaki |
| 15     | SUI  | Walther Arber, Jean Giubbini, Jean Glarner, Werner Hausmann, Kurt Locher, Georges Mathys, Albert Piaget, Gilbert Recordon, Werner Schmid, Hans Straub, Kurt von Arx, René Widmer, Heinz Wirz,Walther Wirz, Roger Zanetti, Roland Zaninetti |
| 16     | DEN  | Carsten Bruun, Erik Frandsen, Hans Glendrup, Jesper Guldbrandsen, Torben Jensen, Bent Kilde, Willy Kristoffersen, Erling Nielsen, Poul Nielsen, Villy Nielsen, Vagn Peitersen, Flemming Christiansen, Ulrik Nielsen |

Londen 1908 · 
Antwerpen 1920 · 
Amsterdam 1928 · 
Los Angeles 1932 · 
Berlijn 1936 · 
Londen 1948 · 
Helsinki 1952 · 
Melbourne 1956 · 
Rome 1960 · 
Tokio 1964 · 
Mexico-stad 1968 · 
München 1972 · 
Montréal 1976 · 
Moskou 1980 · 
Los Angeles 1984 · 
Seoel 1988 · 
Barcelona 1992 · 
Atlanta 1996 · 
Sydney 2000 · 
Athene 2004 · 
Peking 2008 · 
Londen 2012 · 
Rio de Janeiro 2016 · 
Tokio 2020 · 
Parijs 2024 · 
Los Angeles 2028 
Medaillewinnaars
Atletiek · Basketbal · Boksen · Gewichtheffen · Hockey · Kanovaren · Moderne vijfkamp · Paardensport · Roeien · Schermen · Schietsport · Schoonspringen · Turnen · Voetbal · Waterpolo · Wielersport · Worstelen · Zeilen · Zwemmen